# Mauro Listanti
Mauro Listanti (Terni, 19 gennaio 1946) è un ex calciatore italiano, di ruolo attaccante.

## Carriera
Formatosi nella Virgilio Maroso, società calcistica di Terni rappresentante il quartiere di Rivo, nel 1967 passa all'Orvietana, club con cui si piazza all'ultimo posto del Girone E della Serie D 1967-1968.
La stagione seguente è ingaggiato dal Montevarchi, società con cui vince il Girone E della Serie D 1969-1970, ottenendo la promozione in Serie C.
Nel 1970 è ingaggiato dal Verona, club di Serie A, con cui non gioca alcun incontro e da cui viene girato nel novembre dello stesso anno in prestito al Cesena, militante in Serie B.
Con i romagnoli gioca due stagioni tra i cadetti; alla fine della prima stagione i bianconeri ne riscattano la comproprietà per 35 milioni di lire. Ottiene come miglior risultato il sesto posto finale nella stagione 1971-1972, stagione in cui si piazza al secondo posto della classifica marcatori dietro al solo Giorgio Chinaglia. È il primo calciatore del Cesena a realizzare una tripletta in Serie B, in occasione della partita contro il Novara.
Nel 1972 passa al Genoa, sempre tra i cadetti. L'esordio in rossoblu è datato 12 novembre 1972, nella vittoria casalinga per 6-1 contro l'Ascoli, subentrando ad Antonio Bordon. La stagione si concluse con la conquista del primo posto della Serie B e la conseguente promozione in massima serie. Rimane con il sodalizio genovese senza disputare incontri in Serie A sino al novembre del 1973, quando viene ceduto al Taranto, società militante in cadetteria; con i pugliesi rimane sino al 1975, ottenendo come migliore risultato il sesto posto nella Serie B 1973-1974.
Nell'ottobre del 1975 passa al Piacenza, club neopromosso tra i cadetti, retrocedendo in terza serie al termine della Serie B 1975-1976 dopo aver disputato una stagione anonima, forse causata da problemi fisici.Nell'ottobre 1976 viene ceduto al Forlì in Serie D, con cui conquista la promozione in Serie C mettendo a segno 13 reti. L'anno successivo è al Prato, di nuovo in terza serie.
Chiude la carriera nel 1981, dopo una stagione tra i dilettanti nella Bibbienese.
Nella sua carriera agonistica ha disputato 130 incontri in Serie B, realizzando 33 reti.

## Palmarès

### Club

#### Competizioni nazionali
- Campionato italiano di Serie B: 1

Genoa: 1972-1973
- Campionato italiano Serie D: 2

Montevarchi: 1969-1970
Forlì: 1976-1977